# Louis Pouzin
Louis Pouzin (Chantenay-Saint-Imbert, 20 aprile 1931) è un informatico francese.
Ha progettato una prima rete di comunicazioni a pacchetto, CYCLADES.
Questa rete è stata la prima implementazione effettiva del modello di datagramma puro, inizialmente immaginato e descritto da Donald Davies, successivamente chiamato da Halvor Bothner-By, e visto da Louis Pouzin come una sua invenzione personale. Il suo lavoro, e quello dei suoi colleghi Hubert Zimmerman e Gérard Le Lann, sono stati riconosciuti da Vinton Cerf come contributi sostanziali alla progettazione di TCP/IP, la suite di protocolli utilizzata da Internet.

## Biografia
Ha studiato all'École polytechnique dal 1950 al 1952.
Avendo partecipato alla progettazione del CTSS (Compatible Time-Sharing System), Pouzin scrisse un programma chiamato RUNCOM intorno al 1963-1964. RUNCOM consentiva l'esecuzione di comandi contenuti all'interno di una cartella e può essere considerato l'antenato dell'interfaccia della riga di comando e degli script della shell. Pouzin è stato colui che ha coniato il termine shell per un linguaggio a comandi nel 1964 o 1965. I concetti di Pouzin furono successivamente implementati in Multics da Glenda Schroeder al MIT. Schroeder ha sviluppato il primo guscio Multics con l'assistenza di un uomo senza nome della General Electric. La shell Multics di Schroeder era il predecessore della shell Unix, che è ancora in uso oggi.
Dal 1967 al 1969 Pouzin ha sviluppato un sistema operativo per Météo-France, il servizio meteorologico nazionale francese, utilizzando CDC 6400 come hardware. Questo sistema è stato creato per le previsioni del tempo e le statistiche ed è stato utilizzato per 15 anni.
Pouzin ha diretto il pionieristico progetto di rete CYCLADES dal 1971 al 1976. Basandosi sulla simulazione di Donald Davies delle reti di datagrammi, Pouzin ha costruito la rete di commutazione di pacchetto CIGALE. CYCLADES ha utilizzato un'architettura a strati, come ha fatto Internet in seguito, per ricercare concetti di internetworking.
Ha partecipato all'International Networking Working Group dal 1972, inizialmente presieduto da Vint Cerf. Fu riconosciuto da Bob Kahn e Cerf nel loro documento del 1974 sui protocolli di internetworking, "A Protocol for Packet Network Intercommunication".
Nel 2002 Pouzin, insieme a Jean-Louis Grangé, Jean-Pierre Henninot e Jean-François Morfin, ha partecipato alla creazione di Eurolinc, un'associazione senza scopo di lucro che promuove il multilinguismo nei nomi di dominio. Nel giugno 2003, Eurolinc è stata accreditata dall'ONU per partecipare al Vertice mondiale sulla società dell'informazione (WSIS).
Nel novembre 2011 ha fondato Savoir-Faire, una società di radici alternative, con Chantal Lebrument e Quentin Perrigueur.
Nel 2012 ha sviluppato un servizio chiamato Open-Root, dedicato alla vendita di domini di primo livello (TLD) in tutti gli script al di fuori di ICANN. In questo modo le persone possono sviluppare domini di secondo livello gratuitamente.

## Premi
- '1997'  - Pouzin ha ricevuto l'ACM SIGCOMM Award per "il lavoro pionieristico sulla comunicazione a pacchetto senza connessione".[4]
- '2003'  - Louis Pouzin è stato nominato Cavaliere della Legion d'Onore dal governo francese il 19 marzo 2003.[13]
- '2012'  - Pouzin è stato inserito nella Internet Hall of Fame dalla Internet Society.[14]
- '2013'  - Pouzin è stato uno dei cinque pionieri di Internet e del Web a cui è stato assegnato il Queen Elizabeth Prize for Engineering inaugurale.
- '2016'  - Pouzin ha ricevuto il Global IT Award.[15]
- '2018'  - Pouzin è promosso Ufficiale della Legion d'Onore